# 十五神虎幫
十五神虎幫，台灣早年著名的黑幫團體，屬於本省角頭團體，約莫於1960年代末組成，成員多活動在台中市中區、西區、北區等地，實際成員數不明，可能有數十人至百人之間。十五神虎在1980年代進入鼎盛時期亦派系眾多，並因幫內成員綽號「美國博仔」的林博文引發一連串的搶劫、槍擊、綁架等犯罪事件震驚社會，再於1990年於電影藝術創作之下將其故事翻拍成電影而轟動一時，間接使得十五神虎盛名遠播。
然而因時代變遷，加上該幫派的代表性的領導人物相繼逝去或退隱江湖逐步凋零，現今已鮮少有黑幫份子使用十五神虎名號活動。

## 歷史

### 創立背景
十五神虎幫約莫成立於1960年代末期，成員多為16歲至20歲之間的青少年互相結義組成，並以「十五神虎」為角頭名號，最初成員多活動在台中市永樂街風化區、繁華的中華路及成功路一帶。十五神虎與較早成立並早已凌駕當地的「大湖幫」有著鄰近地緣關係，因此兩幫成員之間互有往來，媒體報導知名的大湖幫角頭「噖嘜」林金銘、「憨面」李照雄等人，也曾經與十五神虎有所關係。
十五神虎其成員多以經營賭博、色情、勒索、暴力討債等活動為生，在1970前後就已犯下多起暴力、搶劫、恐嚇、兇殺等犯罪事件。十五神虎綽號「國印」、「碧雞仔」、「大象」等早期大哥都各領風騷一段時期。該幫發展至1980年代也因為派系眾多，又分裂為「五權十五神虎」(五權路)、「英才十五神虎」(英才路)、「後龍十五神虎」(後龍街)、「篤行十五神虎」(篤行路)等名號，連遠在東區也組成「十甲十五神虎」(十甲路)以及北屯區也組成了「四張犁十五神虎」(四張犁)等派系，他們雖然打著同一旗號，但是也時常發生鬩牆事件，血流五步的情況時有所聞。

### 槍擊頻傳
1980年代前後十五神虎相繼因內訌以及與「大湖幫」、「小九條龍」等幫派發生多起暴力事件。相繼有原是出身於大湖幫而後拜入十五神虎的「豬哥吉仔」張忠信與同是來自大湖幫的「赤龍仔」王鴻基，因殺人案遭到警方圍捕時舉槍自盡。十五神虎大哥「太空輝仔」王振輝殺害「小九條龍」老大「介民」楊介銘轟動一時，遭警方通緝成為亡命之徒。十五神虎大哥「勝煌」李勝煌與大湖幫「歪頭笙」侯貴笙結怨，遭到大湖幫槍殺並引起後續一連串黑幫復仇事件。這些暴力事件引起當代社會關注，並影響社會治安甚鉅。
這些槍擊暴力事件當中，以綽號「美國博仔」的林博文的行事作風高調並被警方列為十大槍擊要犯全國通緝最為備受關注。林博文在1982年間老大入獄後脫離原屬幫派團體，以台中市西區後龍街為據點另起爐灶，並以「後龍十五神虎」為其幫派名號，吸收同是十五神虎幫的「石頭」石中信、「憨才」許湧才、以及「豐原十三鷹」的「小黑」戴勝裕、海線黑幫份子「大胖仔」林永欽等人組成槍擊犯罪集團，涉及多起賭場搶劫、擄人勒贖、恐嚇取財、暴力槍擊等犯罪事件，引發社會不安並與黑白兩道結怨而遭到各界通緝。
1984年11月15日，台灣警方在「一清專案」全國大掃黑的行動中，接獲密報得知林博文與石中信的躲藏地點，警方召集台中縣市刑警隊員六十一人編成攻堅小組，兵分兩路於台中市向上南路二段緝捕林博文，以及在台中市惠安巷緝捕石中信。雙方於凌晨時分爆發槍戰，台中縣刑警隊長洪旭在槍戰中遭林博文開槍射中左胸傷重不治，刑事組長陳坤湖左眼中彈受重傷單眼失明，最終林博文與石中信也在身中多槍狀況下遭到逮捕。此件緝捕行動及槍戰震驚社會，並因刑事隊長洪旭殉職而被媒體大篇幅報導，林博文也於1985年4月執行死刑伏法。娛樂圈前後為此事件拍攝《洪隊長》、《美國博仔》等電影，也間接使得十五神虎幫聲名大噪而廣為人知。
1989年1月25日，「四張犁十五神虎」大哥「貓仔賢」賴明和至台中市文心路「金來來舞廳」跳舞，卻因故開槍示威而得罪舞廳股東的十大槍擊要犯林來福。翌日26日，賴明和與舞廳前經理張義和雙雙遭到林來福殺害，並棄屍埋在南投縣竹山鎮瑞南橋下震驚社會。
同年3月13日，「八指明」林樹旺與「阿牛仔」陳姓黑幫份子在台中市西區五權路99號遭到三名槍手持烏茲衝鋒槍掃射，僅大腿中槍幸運生還。警方指出林樹旺為當代中部黑道大亨，早年已伏法槍決的「美國博仔」林博文、服刑中的「石頭」石中信、以及正在逃亡的「阿昌」藍元昌等知名槍擊要犯曾是林樹旺的手下，因此警方不敢大意，全力追緝開槍兇手並防範發生黑幫火拼事件。最終在同年5月5日逮捕「大目仔」蔡姓黑幫份子因其坦承犯案而破案，此事件也使得林樹旺威名遠播。

### 聲勢衰退
1996年台灣實行「治平專案」全國大掃黑，破獲十五神虎大哥「太空輝仔」王振輝與竹聯幫的「鍾馗」李宗奎、何昆明等人經營賭場以及成立保全公司為掩護並組成暴力犯罪集團，遭到警方依治平專案掃黑入獄並移送綠島監獄關押。
2000年間，「太空輝仔」王振輝出獄後雖逐步淡出江湖，但受大湖幫大哥「歪頭笙」侯貴笙邀請擔任台中市「紅寶石大舞廳」總經理，卻意外捲入侯貴笙與蘇獻全兩派角頭因為舞廳利益分配與經營權問題引發的百人集體械鬥，造成三人死亡而震驚社會，並再遭警方依治平對象逮捕入獄。
2007年7月19日，因案獲減刑剛出獄的「八指明」林樹旺，因吸食毒品海洛英而暴斃身亡，警方獲報查獲時注射海洛英的針筒還紮在林樹旺的手上，並且指出林樹旺身上僅剩80元現金，一代黑道大亨卻因多次入獄以及染上毒癮，最終落得窮困潦倒的下場令各界不勝唏噓。
2022年7月在寧夏路一處大樓，胡男在酒醉後飲酒結束要搭電梯時疑似被電梯夾到頭，遷怒於在電梯中的80歲洪姓老翁，遂對其發怒、動手。然而洪翁昔日是縱橫台中的「十五神虎」幫成員，同時是該大樓12樓酒店天王天后的股東，卻被有眼不識泰山的胡男如此對待。事後胡男反被人打趴在地，且胡男得知實情後，面對洪翁幾乎不敢吭聲，後續由叔伯輩帶同致歉，並且按照道上規矩賠償。

## 知名成員
- 「八指明」林樹旺－著名的十五神虎老大，其勢力被稱為五權十五神虎。80年代的知名槍擊要犯的「美國博仔」林博文、「石頭」石中信以及「阿昌」藍元昌等人曾經是其手下。同是著名的槍擊要犯「鬼見愁」林來福逃亡期間曾經受其庇護[27][28]。
- 「太空輝仔」王振輝－出身於十五兄弟[19]，十五神虎大哥[29]。80年代殺害敵對幫派小九條龍老大而聲名大噪，與各地黑幫角頭熟識，於治平專案掃黑出獄後逐步淡出江湖。
- 「美國博仔」林博文－80年代初期另起爐灶組成後龍十五神虎的槍擊犯罪集團，著名的十大槍擊要犯，不分黑白兩道進行多起槍擊綁架勒索等暴力事件震驚社會，最終在1985年伏法槍決，得年僅21歲[3]。
- 「石頭」石中信－80年代初期與林博文組成犯罪集團被警方列為十大槍擊要犯，並與警方發生槍戰轟動一時。2002年假釋出獄後趨於低調淡出江湖。
- 「阿昌」藍元昌－從80年代末多次因槍擊事件被警方列為十大槍擊要犯，也被媒體稱為「蘭花大盜」[34]。因為其胞兄為刑警而被媒體渲染宛如電影情節而廣為人知[35]。

## 參看
- 臺灣黑幫